# Hugh C. Rae
Pour les articles homonymes, voir Rae.
Hugh C. Rae, né le 22 novembre 1935 à Knightswood, dans le district de Glasgow, en Écosse et mort le 24 septembre 2014 à Glasgow, est un écrivain et scénariste britannique, auteur de plusieurs thrillers et romances historiques.

## Biographie
Il enseigne plusieurs années l'écriture créative à l'Université de Glasgow.
En 1965, il publie son premier roman, Le Vampire écossais, réédité en français sous son titre original Skinner.
Il écrit surtout des thrillers avant qu'un éditeur lui conseille en 1974 de s'associer avec Peggy Coghlan, spécialisée dans des romans appartenant au genre de la romance historique. Ils choisissent de signer leurs romans du pseudonyme féminin Jessica Stirling. Ensemble, ils écrivent sept romans, Hugh C. Rae continuant seul l'écriture des autres romans.
Il a également signé quelques scénarios pour la télévision britannique.

## Œuvre

### Romans signés Hugh C. Rae
- Skinner (1965) Publié en français sous le titre Le Vampire écossais, Paris, Éditions Gallimard, coll. « Le Livre du jour », 1967 ; réédition sous le titre Skinner, Paris, Payot & Rivages, 1999  (ISBN 2-228-89233-5) ; réédition, Paris, Payot & Rivages, coll. « Rivages/Noir » no 407, 2001  (ISBN 2-7436-0836-6)
- Night Pillow (1967)
- A Few Small Bones (1968), aussi publié sous le titre The House at Balnesmoor
- Interview (1969)
- Saturday Epic (1970)
- The Marksman (1971)
- The Shooting Gallery (1972)
- Rock Harvest (1973)
- The Rookery (1974)
- Harkfast (1976)
- The Traveling Soul (1978)
- Sullivan (1978)
- The Haunting at Waverley Falls (1980)
- Privileged Strangers (1982)

### Romans signés James Albany

#### SérieFighting Saga of SAS
- Warrior Caste (1982)
- Mailed Fist (1982)
- Deacon's Dagger (1982)
- Close Combat (1983)
- Marching Fire (1983)
- Last Bastion (1984)
- Borneo Story (1984)

### Romans signés Robert Crawford
- Cockleburr (1969), aussi publié sous le titre Pay As You Die
- The Shroud Society (1969)
- Kiss the Boss Goodbye (1970)
- The Badger's Daughter (1971)
- Whip Hand (1972)

### Romans signés R. B. Houston
- Two for the Grave (1972)

### Romans signés Stuart Stern
- The Minotaur Factor (1977)
- The Poison Tree (1978)

### Romans signés Jessica Stirling

#### TrilogieStalker
- The Spoiled Earth (1974) Publié en français sous le titre Printemps maudit, Paris, Plon, coll. « Feux croisés », 1976  (ISBN 2-259-00041-X) ; réédition Unide, coll. « Club chez nous », 1984
- The Hiring Fair (1976) Publié en français sous le titre Le Cœur insaisissable, Paris, Plon, coll. « Feux croisés » (1977)  (ISBN 2-259-00243-9)
- The Dark Pasture (1977) Publié en français sous le titre Les Cartes du destin, Paris, Plon, coll. « Feux croisés » (1978)  (ISBN 2-259-00372-9)

#### SagaBeckman
- The Deep Well at Noon (1980)
- The Blue Evening Gone (1981)
- The Gates of Midnight (1983)

#### sérieNicholson Quartet
- The Wise Child (1990)
- The Welcome Light (1991)

#### SérieIsle of Mull
- The Island Wife (1997)
- The Wind from the Hills (1998)
- The Strawberry Season (2000)

#### SérieJim Kinsella
- Whatever Happenened to Molly Bloom (2014)

#### Autres romans
- Strathmore (1975)
- The Dresden Finch (1976)
- Call Home the Heart (1977)
- Beloved Sinner (1978)
- The Drums of Time (1980)
- Treasures on Earth (1985)
- Creature Comforts (1986)
- Hearts of Gold (1987)
- The Good Provider (1988)
- The Asking Price (1989)
- A Lantern for the Dark (1992)
- Shadows on the Shore (1993)
- The Penny Wedding (1994)
- The Marrying Kind (1995)
- The Workhouse Girl (1996)
- Prized Possessions (1998)
- The Piper's Tune (1999)
- Sisters Three (2001)
- Shamrock Green (2002)
- Wives at War (2003)
- The Captive Heart (2004)
- One True Love (2005)
- Blessings in Disguise (2006)
- The Fields of Fortune (2007)
- A Kiss and A Promise (2008)
- The Paradise Waltz (2009)
- A Corner of the Heart (2010)
- The Last Voyage (2011)
- The Wayward Wife (2013)
- The Constant Star (2014)

## Adaptation au cinéma
- 1995 : Man with a Gun, film britannique réalisé par David Wyles, adaptation du roman The Shroud Society (1969)